# Zdziesuł
Zdziesuł — staropolskie imię męskie, zrekonstruowane na podstawie nazwy wsi Zdzieszulice Dolne i Górne, złożone z członów Zdzie- ("uczynić, zdziałać, zrobić") i -suł ("obiecywać" albo "lepszy, możniejszy"). 
Zdziesuł imieniny obchodzi 19 lipca.